# Élections législatives ivoiriennes de 2025
Les élections législatives ivoiriennes de 2025 auront lieu le 27 décembre 2025 afin de renouveler les 255 membres de l'Assemblée nationale de Côte d'Ivoire. Initialement prévues pour mars 2026, elles sont avancées de quelques mois du fait d'une obligation constitutionnelle et au code électoral.

## Contexte

### Date et cadre institutionnel
Les élections législatives ivoiriennes de 2025 sont le troisième scrutin législatif depuis le référendum constitutionnel ayant instauré la Troisième République en 2016 et mis en place le bicamérisme. 
Ces élections, initialement programmées pour mars 2026, sont avancées au 27 décembre 2025 du fait d'une obligation constitutionnelle et au code électoral.

### Système électoral
Le mode de scrutin reste inchangé depuis 2021. Il vise à renouveler les 255 sièges de l'Assemblée nationale. 169 sièges sont attribués dans des circonscriptions uninominales, selon un système majoritaire à un tour et 86 sièges dans 36 circonscriptions plurinominales, sont attribués selon un système où la liste ayant le plus de voix remporte les sièges.
Un décret de novembre 2020 impose un quota de 30% de femmes candidates au sein des listes de partis, avec des indications financières pour celles dépassant 50%. Toutefois, ce quota reste non coercitif, et la participation réelle des femmes en 2021 était de 15%,. 

### Situation politique et enjeux
Le climat politique demeure tendu à l'approche du scrutin, avec des interdictions, arrestations, et protestations touchant les partis d'opposition. Plusieurs membres du PPA-CI, dirigé par Laurent Gbagbo, dénoncent des arrestations jugées arbitraires, dans un contexte de manifestations interdites à Abidjan.
Des tensions ethniques et politiques s'immiscent dans des processus traditionnels, comme les successions au trône Baoulé, instrumentalisées par les partis RHDP et PDCI, illustrant le mélange persistant entre identités culturelles et calculs électoraux.
Sur le plan économique, la Côte d'Ivoire reste l'un des pays les plus dynamiques de l'Afrique de l'Ouest. Toutefois, des déséquilibres structurels (entre croissance, changement climatique, inégalités, endettement) constituent un terrain électoral sensible.
La mémoire des crises électorales passées (2010 et 2020) plane toujours. Le pays reste vigilant face à la possibilité d'un retour à la violence, bien que des progrès démocratiques aient été notés ces dernières années,,.